# 박태준 (축구 선수)
박태준(한국 한자: 朴泰濬, 1999년 1월 19일 ~ )은 대한민국의 축구 선수이며 포지션은 미드필더이다. 현 K리그1 김천 상무에서 활약하고 있다